# مستأجر (فیلم ۲۰۰۹ پرتغالی)
«مستأجر» (پرتغالی: Os Inquilinos) یک فیلم است که در سال ۲۰۰۹ منتشر شد.